# Vlag van Ichtegem
De vlag van Ichtegem werd door de gemeenteraad op 13 september 1984 officieel vastgesteld als de gemeentelijke vlag van de West-Vlaamse gemeente Ichtegem. Op 1 juli 1985 werd hij door het koninklijk besluit bevestigd en uiteindelijk gepubliceerd op 8 juli 1986 in het officiële Belgisch Staatsblad.
Officieel wordt de vlag beschreven als:
Blauw met drie witte schijfjes, met op het midden een rood schildje met een hermelijnen keper.
De vlag is volledig gebaseerd op het gemeentewapen en ziet er dus helemaal hetzelfde uit.